# 심각

심각(沈瑴, 1695년~1779년)은 조선 후기의 문신으로 본관은 청송(靑松), 자는 군옥(君玉), 호는 만오(晩悟)이다.

## 가계
- 좌정승 · 청성백 · 정안공 심덕부의 12대손, 세종의 국구 · 영의정 · 청천부원군 · 안효공 심온의 11대손, 영의정 · 청송부원군 · 공숙공 심회의 10대손, 내자시 판관 · 증좌찬성 심원의 9대손, 사헌부 장령 · 증영의정 심순문의 8대손, 기묘명현 · 승문원 판교 · 증이조판서 심달원의 7대손, 경기도 관찰사 · 증영의정 · 청파부원군 심전의 6대손, 경기도 관찰사 · 증영의정 · 청계부원군 심우승의 5대손, 이조판서 · 청송군 · 의헌공 심액의 고손, 종친부 전부 · 증이조참판 심광사의 증손, 사간원 정언 · 증이조판서 심상의 손자, 순흥부사 · 증좌찬성 심득량의 아들이다.

- 증조부 심광사(沈光泗)는 고산 윤선도(孤山 尹善道)와 함께 예송논쟁에서 3년설을 주장한 남인 산림(南人 山林) 심광수(沈光洙)의 동생으로, 고산 윤선도의 손자 윤이석(尹爾錫)의 장인이자 공재 윤두서(恭齋 尹斗緖)의 외조부이다.

- 할아버지 심상(沈相)은 심광사(沈光泗)의 세번째 아들로 심광한(沈光漢)에게 입양되었는데, 심광한(沈光漢)은 경기도 관찰사 심우승(沈友勝)과 진사 심우준(沈友俊)의 형 장수현감 심우선(沈友善)의 손자이다.

- 고산 윤선도(孤山 尹善道)의 사위 심광면(沈光沔)과 심광수 · 심광사 형제는 서로 사촌지간이다. 심광수(沈光洙) · 심광사(沈光泗) 형제의 아버지 이조판서 심액(沈詻)과 심광면(沈光沔)의 아버지 평시서령 심서(沈諝)는 모두 진사 심우준(沈友俊)의 아들이었는데, 심액(沈詻)은 심우준의 동생인 경기도 관찰사 심우승(沈友勝)에게 입양되었다. 심각(沈瑴)은 이조판서 심액(沈詻)의 고손이고, 종친부 전부 심광사(沈光泗)의 증손이며, 사간원 정언 심상(沈相)의 손자이고, 순흥부사 심득량(沈得良)의 아들이다.

- 고산 윤선도의 사위 심광면(沈光沔)의 아들이 이조판서 심단(沈檀)이고, 심단의 아들 진사 심득경(沈得經)은 윤선도의 외증손으로, 윤선도의 증손이자 심광사(沈光泗)의 외손자인 공재 윤두서가 그린 심득경 초상의 주인공이다.

- 심각(沈瑴)의 증손녀가 조선후기 대실학자 다산 정약용의 차남 운포 정학유(丁學游)에게 시집갔으며, 심각(沈瑴)의 고손녀는 정학유(丁學游)의 아들 정대무(丁大懋)에게 시집갔다. 또한, 심각의 증조부 심광사의 외손자 공재 윤두서의 외증손자가 바로 다산 정약용이다. 심각(沈瑴) 집안은 고산 윤선도(尹善道) 집안과도 매우 밀접한 관계가 있고, 다산 정약용(丁若鏞) 집안과도 매우 밀접한 관계가 있다. 전형적인 남인 집안이다.

## 생애

### 영조조
1735년(영조 11년) 증광 문과에 병과로 급제하여, 1742년 성균관 전적, 사헌부 감찰, 1743년 은산현감, 1749년 홍충도 도사, 1750년 호조정랑, 1751년 수안군수, 1753년 곡산부사, 1754년 사헌부 지평, 1756년 사헌부 장령, 울산부사, 1758년 장악원정, 장흥부사, 1760년 봉상시정, 1761년 사헌부 장령, 사간원 사간, 1762년 사간원 헌납, 1764년 사헌부 장령, 동부승지, 호조참의, 병조참지, 병조참의, 1765년 호조참판, 오위도총부 부총관, 1766년 한성부좌윤, 한성부우윤, 1768년 경연관 특진관, 지중추부사, 1770년 오위도총부 도총관, 내국 제조(내의원 제조, 약방 제조), 1772년 예조판서, 판의금부사, 판중추부사를 지내고 기로소에 들어갔다.

### 정조조
1776년(정조 즉위년) 지중추부사로 홍인한과 정후겸을 토죄하였다.

## 가계도
- 심달원 (승문원 판교, 증이조판서)
  - 심전 (沈銓, 경기도 관찰사, 증영의정, 청파부원군(靑坡府院君))
  - 부인 : 증 정경부인 전의 이씨 - 이한(李翰)의 딸
    - 심우선 (장수현감)
    - 부인 : 파평 윤씨

  - 심양 (사헌부 감찰)
  - 심광한 (증이조참판)
    - 심상 (심광사의 아들, 사간원 정언, 증이조판서)
    - 심득량 (순흥부사, 증좌찬성)
    - 심각 (예조판서, 판의금부사, 판중추부사, 기로소)
    - 심창석
      - 심유
        - 심동량
          - 딸 : 청송 심씨
          - 남편 : 정대무(丁大懋, 1824년 5월 18일 ~ ?) - 정학유의 아들, 심오의 외손자, 참봉, 현감, 자는 자원(子園)

      - 심오 (심경석에 입양됨)

    - 심경석 (용궁현감)
      - 심오 (심창석의 아들)
        - 딸 : 청송 심씨
        - 남편 : 압해 정씨 조선후기 대실학자 다산 정약용의 차남 운포 정학유
          - 정학유의 아들 : 정대무(丁大懋, 1824년 5월 18일 ~ ?) - 심오의 외손자, 참봉, 현감, 자는 자원(子園)

    - 심우준 (진사, 증이조참판)
    - 부인 : 증 정부인 죽산 박씨
    - 부인 : 증 정부인 은진 송씨

  - 심액 (심우승에 입양됨, 이조판서, 판의금부사, 청송군, 기로소)
  - 심서 (평시서령, 증이조판서)
    - 심광면 (증영의정)
    - 부인 : 증 정경부인 해남 윤씨 - 남인 산림 예조참의 고산 윤선도의 딸
      - 심단 (이조판서, 판의금부사, 판중추부사, 기로소, 봉조하)
      - 부인 : 정경부인 광주 이씨
        - 심득천 (승문원 권지정자)
        - 심득경 (고산 윤선도의 증손 문인화가 공재 윤두서의 작품인 심득경 초상화의 모델, 진사)
        - 심득행 (용인현령)
        - 심득성 (생원, 증이조참의)
          - 심치 (증이조참판)
          - 심영석 (병조참판)
            - 심문 (제릉참봉, 증이조판서)
            - 부인 : 증 정부인 풍산 홍씨 - 병조판서 홍명주(洪命周)의 딸
              - 심동신 (병조참판, 지춘추관사, 황해도 관찰사, 대사헌)
              - 심동헌 (승지)

    - 심우승 (沈友勝, 호조참판, 경기도 관찰사, 호성공신 2등, 증영의정, 청계부원군(靑溪府院君))
    - 부인 : 증 정경부인 순흥 안씨(順興 安氏)
      - 심액 (沈詻, 심우준의 아들, 이조판서, 판의금부사, 청송군(靑松君), 기로소)
      - 부인 : 정경부인 안동 권씨(安東 權氏) - 병조판서 권징(權徵)의 딸
        - 심광수 (沈光洙, 남인 산림(南人 山林), 세자시강원 진선, 공조참의, 증이조참판, 청안군(靑安君))
        - 부인 : 증 정부인 안동 권씨(安東 權氏)
          - 심백 (심광사(沈光泗)의 아들, 병조좌랑)

        - 심광사 (沈光泗, 종친부 전부, 증이조참판, 다섯 아들이 모두 문과에 급제)
        - 부인 : 증 정부인 전의 이씨 - 병조참판 이명준(李命俊)의 딸
          - 딸 : 청송 심씨(靑松 沈氏)
          - 남편 : 해남 윤씨(海南 尹氏) 고산 윤선도(尹善道)의 손자 종친부 전부 윤이석(尹爾錫)
            - 윤이석의 아들 : 윤두서(尹斗緖) - 심광사(沈光泗)의 외손자, 공재(恭齋)라 불리며, 겸재(謙齋) 정선(鄭歚), 현재(玄齋) 심사정(沈師正)과 함께 조선의 삼재(三齋)

          - 심백 (심광수에 입양됨, 병조좌랑)
          - 심상 (심광한에 입양됨, 사간원 정언, 증이조판서)
          - 심벌 (황해도 관찰사)
          - 심방 (진주목사)
          - 심탱 (승지)

        - 심액의 딸 : 청송 심씨
        - 심액의 사위 : 오단 - 관찰사
          - 오단의 딸 : 복천부부인 동복 오씨
          - 오단의 사위 : 인평대군 - 인조의 셋째 왕자
            - 인평대군의 장남 : 복녕군
            - 인평대군의 차남 : 복창군
            - 인평대군의 3남 : 복선군
            - 인평대군의 4남 : 복평군

      - 심보 (沈譜, 무과 박천군수)
        - 심광숙 (沈光淑, 무과 만호)
          - 심륜 (沈棆, 첨지중추부사)
            - 심득망 (沈得望, 무과 첨절제사)

    - 심우단 (사헌부 감찰)
    - 부인 : 수원 최씨
      - 심선 (단천부사)

## 같이 보기
- 윤선도
- 윤두서
- 심달원
- 심전
- 심우승
- 심액
- 심광수
- 심단
- 심성진
- 심동신
- 정약용
- 정학유